# جيم ديفلن
جيم ديفلن (بالإنجليزية: Jim Devlin)‏ هو لاعب كرة قاعدة أمريكي، ولد في 16 أبريل 1866 في تروي في الولايات المتحدة، وتوفي بنفس المكان في 14 ديسمبر 1900.

## وصلات خارجية
- جيم ديفلن على موقعبيزبول رفرنس.كوم (الدوري الرئيسي) (الإنجليزية)